# Полікристалічний графіт
Полікристалі́чний графі́т (англ. polycrystalline graphite) — графітний матеріал з когерентними кристалографічними доменами обмежених розмірів, не обов'язково з ідеальною орієнтацією чи переважним напрямком (текстурою) їхньої кристалічної структури.